# Pitkäsaari (ö i Finland, Mellersta Finland, Keuruu, lat 62,25, long 24,31)
Pitkäsaari är en ö i Finland. Den ligger i sjön Yltiä och i kommunen Keuru i den ekonomiska regionen  Keuru ekonomiska region  och landskapet Mellersta Finland, i den södra delen av landet, 230 km norr om huvudstaden Helsingfors. Öns area är 3 hektar och dess största längd är 0,7 kilometer i sydöst-nordvästlig riktning.